# Holoscotolemon oreophilum
Holoscotolemon oreophilum -gatunek kosarza z podrzędu Laniatores i rodziny Cladonychiidae. Opisany stosunkowo niedawno, bo w 1978 roku.

## Budowa ciała
Gatunek osiąga długość ciała od 5 do 6 mm, które ubarwione jest od ciemnopomarańczowego do czerwonawobrązowego. Oczy są słabo rozwinięte. Druga para nóg jest silnie wydłużona i pełni rolę narządu zmysłu.

## Biotop
Gatunek jest troglofilem. Żyje w jaskiniach, gdzie poluje przebywając na podłożu: ziemi i kamieniach

## Występowanie
Holoscotolemon oreophilum jest endemitem południowo-wschodnich Alp. Wykazywany był z jaskiń: Partisans, Camoscere i pobliskich oraz Conca delle Turbiglie, niedaleko Pamparato. Wszystkie stanowiska znajdują się na terenie Włoch.